# Klaus Lazarowicz
Klaus Lazarowicz (* 19. Januar 1920 in Riesenburg, Westpreußen; † 22. Juli 2013 in München) war ein deutscher Theaterwissenschaftler und Professor am Institut für Theatergeschichte der Ludwig-Maximilians-Universität in München.

## Leben
Klaus Lazarowicz studierte Germanistik, Anglistik und Kunstgeschichte an der Universität Göttingen, wo er 1954 auch promovierte. Anschließend wechselte er an die Philosophischen Fakultät der Ludwig-Maximilians-Universität in München und habilitierte sich 1961 für das Fach Neue Deutsche Literatur. Als Privatdozent übernahm er 1966 den Lehrstuhl für Neuere Deutsche Literatur und die kommissarischen Leitung des Instituts für Theatergeschichte. Seine Ernennung zum ordentlichen Professor erfolgte 1966 zusammen mit der Ernennung zum Vorstand des Institutes. Er behielt diese Stellung bis zu seiner Emeritierung 1985.

## Schriften (Auswahl)
- Die Symbolik in Ernst Barlachs „Graf von Ratzeburg“ im Zusammenhang mit dem dichterischen Gesamtwerk. Göttingen 1954, (Göttingen, Universität, Dissertation, vom 3. August 1954).
- mit Martin Gosebruch, Harald Seiler: Zugang zu Ernst Barlach. Einführung in sein künstlerisches und dichterisches Schaffen (= Evangelisches Forum. Heft 1, ZDB-ID 503614-8). Vandenhoeck & Ruprecht, Göttingen 1961.
- Verkehrte Welt. Vorstudien zu einer Geschichte der deutschen Satire (= Hermaea. Neue Folge, 15). Niemeyer, Tübingen 1963. (Zugleich: München, Universität, Habilitationsschrift, 1963).
- Theaterwissenschaft heute. Kitzinger, München 1975, ISBN 3-920645-18-9.
- Gespielte Welt. Eine Einführung in die Theaterwissenschaft an ausgewählten Beispielen. Lang, Frankfurt am Main u. a. 1997, ISBN 3-631-32191-0.